# Episodi di Black-ish (quinta stagione)
La quinta stagione della serie televisiva Black-ish, composta da 23 episodi, è stata trasmessa dall'emittente televisiva statunitense ABC dal 16 ottobre 2018 al 21 maggio 2019.
In Italia è stata trasmessa su Italia 1 dal 24 ottobre al 12 dicembre 2020, ogni sabato, con tre puntate tra le 06:50 e le 07:00 circa, e ogni domenica con una puntata alle 07:00.
| n° | Titolo originale           | Titolo italiano                  | Prima TV USA     | Prima TV Italia  |
| -- | -------------------------- | -------------------------------- | ---------------- | ---------------- |
| 1  | Gap Year                   | Anno sabbatico                   | 16 novembre 2018 | 24 ottobre 2020  |
| 2  | Don't You Be My Neighbor   | Vicini fastidiosi                | 23 novembre 2018 | 24 ottobre 2020  |
| 3  | Scarred for Life           | I gemelli dinamite               | 30 novembre 2018 | 24 ottobre 2020  |
| 4  | Purple Rain                | Purple Rain                      | 13 novembre 2018 | 25 ottobre 2020  |
| 5  | Good Grief                 | Nonna in visita                  | 20 novembre 2018 | 1º novembre 2020 |
| 6  | Stand Up, Fall Down        | Alzati, cadi                     | 27 novembre 2018 | 7 novembre 2020  |
| 7  | Friends Without Benefits   | Amici senza benefici             | 4 dicembre 2018  | 7 novembre 2020  |
| 8  | Christmas in Theater Eight | Natale in sala 8                 | 11 dicembre 2018 | 7 novembre 2020  |
| 9  | Wilds of Valley Glen       | Il campeggio                     | 8 gennaio 2019   | 14 novembre 2020 |
| 10 | Black Like Us              | I neri come noi                  | 15 gennaio 2019  | 14 novembre 2020 |
| 11 | Waltz in A Minor           | Valzer in la minore              | 22 gennaio 2019  | 14 novembre 2020 |
| 12 | Dreamgirls and Boys        | Questione di cavalleria          | 12 febbraio 2019 | 21 novembre 2020 |
| 13 | Son of a Pitch             | Uno slogan a tradimento          | 19 febbraio 2019 | 21 novembre 2020 |
| 14 | Black History Month        | Un mese per ricordare            | 26 febbraio 2019 | 21 novembre 2020 |
| 15 | #JustakidfromCompton       | Il segreto della borsa di studio | 19 marzo 2019    | 22 novembre 2020 |
| 16 | Enough is Enough           | Il padre prodigo                 | 26 marzo 2019    | 28 novembre 2020 |
| 17 | Each One, Teach One        | Lezioni di vita                  | 2 aprile 2019    | 28 novembre 2020 |
| 18 | Andre Johnson: Good Person | Andre Johnson: persona buona     | 9 aprile 2019    | 28 novembre 2020 |
| 19 | Under the Influence        | La porta del cuore               | 16 aprile 2019   | 29 novembre 2020 |
| 20 | Good in the 'Hood          | Gita nel quartiere nero          | 23 aprile 2019   | 5 dicembre 2020  |
| 21 | FriDre Night Lights        | Football e primi appuntamenti    | 30 aprile 2019   | 5 dicembre 2020  |
| 22 | Is It Desert or Dessert?   | Deserto o dessert?               | 14 maggio 2019   | 5 dicembre 2020  |
| 23 | Relatively Grown Man       | Un uomo relativamente adulto     | 21 maggio 2019   | 12 dicembre 2020 |